# 春よ、来い (松任谷由実の曲)
『春よ、来い』（はるよ こい）は、松任谷由実の26枚目のシングル。1994年（平成6年）10月24日に東芝EMIからリリースされた (TODT-3360)。26枚目のオリジナルアルバム『THE DANCING SUN』にはalbum mixを収録。

## 解説
同名のNHK連続テレビ小説の主題歌。カップリングなしの500円シングルとして発売された。安田成美主演の第1部には1番が、中田喜子主演の第2部には2番が流された。プロモーションビデオには、同名のNHK連続テレビ小説のヒロインの幼少時代を演じた子役の前田未来が出演している。
後に音楽の文部科学省検定済教科書のほか、詩として光村図書出版刊の中学2年生国語教科書にも掲載された。歌詞の一部は文語体で書かれている。最後のサビの繰り返しでは、童謡「春よ来い」（相馬御風作詞、弘田龍太郎作曲）の一節がコーラスで歌われている。小学校や中学校の卒業ソングとしても人気がある。
ハウステンボス「チューリップ祭」CMソング、読売新聞「メガ文字キャンペーン」CMソング、サントリー「BOSSレインボーマウンテンブレンド」CMソング、全日本空輸「夢見るヒコーキ 故郷篇」CMソング。
松任谷由実のシングルとしては『真夏の夜の夢』『Hello, my friend』に続いて3番目に売れたシングルである。2018年現在シングルの中では本作が最後の1位獲得とミリオンセラーである。ライブ（特にアンコール）でもよく歌われる楽曲である。オリコンチャートの登場週数は22週、チャート最高順位は週間1位、累計116.4万枚のセールスを記録した。
日本テレビ系列で放送されていたバラエティ番組『ウッチャンナンチャンのウリナリ!!』にて1997年と1999年の2度コラボ企画を行っている。1回目は1997年3月の松任谷由実のライブに当時番組の企画で「モテないブラザーズ」と称していたウッチャンナンチャンの内村光良とK2の勝俣州和が当曲のピアノ演奏を披露し、2回目の1999年には、年末年始特番兼ライブとして、ポケットビスケッツとのコラボでこの「春よ、来い」をはじめとした名曲メドレーと松任谷由実と千秋との共作などを披露した。
2011年3月11日に発生した東北地方太平洋沖地震（東日本大震災）の被災地を支援するため、松任谷由実とNHKは共同で本曲にちなんで「（みんなの）春よ、来い」プロジェクトを行っている。このプロジェクトでは、「春よ、来い」のコーラスを歌った動画を一般募集し、これらの動画を重ね合わせた新バージョンをインターネット配信し、その収益を被災地支援のために全額寄付するとしている。松任谷由実は『第62回NHK紅白歌合戦』に本曲（「（みんなの）春よ、来い」）をもって出場し、紅組として第45番目に歌唱した。当初は紅組トリでの歌唱の可能性も示唆されていた。
2022年7月に新潮社から刊行された『Yuming Tribute Stories』では、松任谷由実の楽曲を小説化する試みが行われ、6人の作家による楽曲と同名の短編が収録された。「春よ、来い」は川上弘美によって小説化された。
2024年3月には、NHK総合・夜ドラ枠『ユーミンストーリーズ』でドラマ化された(第3週、主演・宮崎あおい)。

## 収録曲
1. 春よ、来い[3]
2. 春よ、来い（オリジナル・カラオケ）

作詞・作曲: 松任谷由実 編曲: 松任谷正隆

## 参加ミュージシャン
- キーボード&プログラミング：松任谷正隆
- シンセサイザープログラミング：山中雅文
- ハイハット&シンバル：島村英二
- ベース：リーランド・スカラー
- パーカッション：Michael Fisher
- バックコーラス：松任谷由実

## (みんなの) 春よ、来い
『(みんなの) 春よ、来い』（（みんなの）はるよ、こい）は、松任谷由実の配信限定シングル。

### 解説（みんなの）
松任谷としては初の配信限定シングル。
2011年3月11日に発生した東日本大震災を受けてのチャリティー企画としてユーミン×SONGS「(みんなの) 春よ、来い」プロジェクトで制作され、プロジェクトの第1弾として配信された。「春よ、来い」を新たにアレンジを加えた上でボーカル等も新録音されており、日本を含め、全世界23か国にて同時配信がなされ、本作の収益は「NHK」を通じて「中央共同募金会」に託され、震災で被災した人々へ全額寄付されていくという。

### 制作背景（みんなの）
制作決定までの経緯に関して
松任谷がチャリティーソングに取り組むのは、自身としては初の試みとなる。松任谷は今回の企画に関して「2011年3月11日に発生した東日本大震災は東北と東日本を中心に未曾有の被害を与えることとなり、今なお続く深刻な状態と向き合う時、松任谷由実として私には何が出来るのだろうか、何をするべきなのだろうか、様々なことを夫であり、プロデューサーでもある松任谷正隆とスタッフらとで会議を重ねに重ねた末、松任谷由実として「変わろうとしていく強さと、変わることの無い強さを」と言うメッセージを発信していこうと思い、小学校の音楽の教科書にも載せて頂いていた『春よ、来い』を新たにアレンジを加えて、新録音し、コーラスには様々な方に参加していただき、みんなで元気を貰う、なっていく新たなバージョンを制作することが決定いたしました。制作に当たり、連続テレビ小説の主題歌を務めたのを機に縁を深めたNHKと共に来年にかけての長期に渡るスパンを設けて楽曲を作っていき、出来上がった楽曲を全世界に向けてインターネットにて有料配信を行い、その収益を全額被災地に寄付していくこととなりました。」と語っている。
コーラス・パートに参加した人々に関して
楽曲を共同制作するNHK『SONGS』では、4月15日より本作の特設サイトがオープンし、ラストサビのコーラス・パートには童謡『春よ来い』の「春よ来い、はやく来い」を震災からの復興を願う気持ちを込めて歌って貰い、動画や音声による投稿を開始したのだと言い、角界の著名人からも歌声が寄せられている。
5月18日に配信開始となる第1弾では、いとうあさこ、角田信朗、木村佳乃、サンドウィッチマン、ミッツ・マングローブ、パパイヤ鈴木、ビビる大木、ベッキー、安田成美、YOUの10名の著名人に加え、応募によって集められた応募者の声を合わせて制作が成されている。

### 収録曲（みんなの）
1. (みんなの) 春よ、来い
作詞・作曲：松任谷由実

## (みんなの) 春よ、来い 2011年秋編
『(みんなの) 春よ、来い 2011年秋編』（（みんなの）はるよ、こい 2011ねんあきへん）は、松任谷由実の配信限定シングル。

### 解説（2011年秋編）
本作は東日本大震災の発生を受けて立ち上がったチャリティー企画の第2弾シングルであり、松任谷が仙台にて7か月間にも及ぶロングランツアーのフィナーレを迎えた会場でファン2000人と共に合唱した「春よ、来い」を合唱したが、その合唱シーンの音源を「(みんなの) 春よ、来い」に追加した上で再配信されたもの。

### 制作背景（2011年秋編）
2011年に行われた仙台公演は、当初は4月の予定であったが、東日本大震災の影響で会場施設が使用できなくなったことで公演中止を余儀なくされていた。しかし、松任谷自身の「仙台でのコンサートはどうしても実現させたい。」という強い意向と、会場施設の復旧が成されたことにより、ツアーファイナルが実現するに至ったのだという。
仙台公演では、アンコールとして披露された「春よ、来い」を2000人のファンと共に大合唱をしており、この時の合唱部分の音源を、5月に配信した「(みんなの)春よ、来い」の第2弾として配信することが決定した。コーラスに参加している3000人に加え、2度にわたる仙台公演の4000人のコーラスが重なり、計7000人もの人々のコーラスが加わった新たなバージョンとなっている。
なお、本作の収益も前回同様、東日本大震災の被災者への全額寄付される。

### 収録曲（2011年秋編）
1. (みんなの) 春よ、来い 2011年秋編
作詞・作曲：松任谷由実

## (みんなの) 春よ、来い 2012
『(みんなの) 春よ、来い 2012』（（みんなの）はるよ、こい 2012）は、松任谷由実の配信限定シングル。

### 解説（2012）
NHKの音楽番組『SONGS』とのコラボレーション・プロジェクトとして、前年より行われている東日本大震災チャリティー企画「(みんなの)春よ、来い」の第3弾として配信されたもの。
本作は、第1弾と第2弾に収録されていた合唱音源を合わせて、延べ1万人を越える大合唱を新たに追加録音して制作が成されている。
また、配信されるのは日本だけに留まらず、オーストラリア、オーストリア、ベルギー、カナダ、デンマーク、フィンランド、フランス、イタリア、ドイツ、アイルランド、ノルウェー、ニュージーランド、スペイン、ギリシャ、ルクセンブルク、メキシコ、オランダ、ポルトガル、スウェーデン、スイス、イギリス、アメリカ等の国々にて配信がなされた。
また、第1弾と第2弾同様、収益は東日本大震災の被災者に向けてNHKを通して「中央共同募金会」に託す形で全額寄付がなされる。

### 収録曲（2012）
1. (みんなの) 春よ、来い 2012
作詞・作曲：松任谷由実

## 浜崎あゆみのカバー
『春よ、来い』は、浜崎あゆみの配信限定シングル

### 解説
配信限定シングルとしては、前作『MY ALL (Chinese version)』より約7か月でのリリースとなる。
本作は後に発売されたバラード・ベスト・アルバム『A BALLADS 2』のリリースに先駆け、動画サイトYouTubeにて、収録曲やジャケット写真などの詳細な情報解禁企画の第三弾として3月6日に、松任谷由実の同名楽曲の完全未発表によるカバー曲として追加収録される事が発表され、後に先行として3月12日に配信されるのと同時にミュージック・ビデオが公開された。
また、浜崎は2003年に本楽曲をテレビで歌唱したことがあり、かねてよりファンから音源化の要望が寄せられていたのだと言い、それから18年越しの音源化が成された。さらに浜崎にとって思い入れの深い楽曲とのことであり、2020年5月にApple Musicが"Stay Home"をテーマとして展開させた『At Home With Apple Music 〜うちで過ごそう〜』にてアーティストが選曲して作られたプレイリストに参加した際、本楽曲が選曲されている。
なお、松任谷由実の楽曲をカバーしたのは、前作『A BALLADS』に収録された「卒業写真」以来、2度目となった。

### 収録曲（浜崎あゆみ）
1. 春よ、来い [5:02]
words & composition：Yumi Matsutoya / arrangement：Yuta Nakano

### 楽曲の収録アルバム（浜崎あゆみ）
- 『A BALLADS 2』
- 『Remember you』

### 収録ライブ映像（浜崎あゆみ）
- 『ayumi hamasaki MUSIC for LIFE 〜return〜』
- 『ayumi hamasaki COUNTDOWN LIVE 2021-2022 A 〜23rd Monster〜』(ayumi hamasaki ASIA TOUR 〜24th Anniversary special@PIA ARENA MM〜)

## その他のカバー
- 春よ、来い
  - デューク・エイセス - 1995年、アルバム『DUKE BOX'95 40周年記念アルバム』に収録。
  - 槇原敬之 - 1998年、カバーアルバム『Listen To The Music』に収録。
  - Springs - 2003年、アルバム『Springs Super Best』に収録。
  - ジェイク・シマブクロ - 2003年、トリビュートアルバム『OVER THE SKY: Yuming International Cover Album』に収録。
  - 中西保志 - 2007年、アルバム『Standards』に収録
  - MC Sniper - 2007年、アルバム『How Bad Do U Want It?』に収録。「春よ、来い」をサンプリングし、作曲した歌である。同じ曲を韓国語で翻案して歌ったイム・ヒョンジュの「春よ、来い」の一部の歌詞をサビに借用した。ko:유리 (1984년)がフィーチャリングに参加した。
  - 森山良子 - 2008年、アルバム『春夏秋冬』に収録
  - Lumiere - 2012年、ミニアルバム『Sure do!』に収録
  - THE BACK HORN - 2014年、シングル「シンメトリー/コワレモノ」のカップリングに収録。
  - 桑田佳祐 - 2014年、DVD・BD『昭和八十八年度! 第二回ひとり紅白歌合戦』収録。
  - 四条貴音（原由実） - 2014年、アルバム『一番くじプレミアム アイドルマスター PART3 ミュージックディスクコレクション「MIKI & TAKANE COVER -SPRING SONGS-」』収録
  - May J. - 2016年、カバーアルバム『Sweet Song Covers』に収録[9]
  - LITTLE - 2020年、シングル『八王子少年〜春よ、来い〜』（ラップでリミックスされておりサビはケツメイシのRyojiが原曲のまま歌っている。）
  - GARNiDELiA - 2022年、配信シングル「春よ、来い」収録。ミュージックビデオも制作されており、GARNiDELiAのオフィシャルYouTubeチャンネルで公開された[10]。
  - 佐々木恵梨 - 編曲は中村ヒロと村上純。2021年3月11日、フリューのYouTubeチャンネルにて配信されたテレビアニメ『 ゆるキャン△ SEASON2』のMV内で初披露[11]。2024年2月28日発売の3rdアルバム「Comma」に収録。同年4月3日には佐々木のYouTube公式チャンネルにて配信された[12]。